# Землетрясение в Италии (2017)
Землетрясение в Центральной Италии произошло 18 января 2017 года в областях Абруццо, Лацио, Марке и Умбрия, эпицентр землетрясения находился в 25 км к северо-западу от города Л’Акуила на глубине 9 км.

## Хронология событий
Первый толчок силой 5.3 баллов был зафиксирован в 25 км к северо-западу от города Л’Акуила на глубине 9 км 18 января 2017 года в 10:25 по местному времени. Следующий, более сильный толчок 5.7 баллов был зарегистрирован в 11:14 по местному времени в том же районе. Третий толчок силой 5.6 баллов произошёл 11 минут спустя. В 14:33 по местному времени был отмечен четвёртый толчок силой 5.2 балла Подземные толчки вызвали множество афтершоков.
Серьёзных разрушений 18 января 2017 года подземные толчки не нанесли, тем не менее, землетрясение вновь затронуло город Аматриче, разрушенный августовским землетрясением 2016 года — в частности, была окончательно разрушена средневековая колокольня. Подземные толчки ощущались и в Риме, где были эвакуированы несколько школ и метрополитен.
Подземные толчки стали причиной схода лавины в провинции Пескара области Абруццо, которая накрыла отель «Ригопьяно». 29 человек погибли, 11 выжили.